# Dplus KIA
Dplus KIA는 대한민국의 리그 오브 레전드, 배틀그라운드, 레인보우 식스 시즈, 발로란트 프로게임단으로 2017년 5월 창단했다.

## 역사
리그 오브 레전드 챌린저스 코리아 서머 2018에서 창단 후 첫 우승을 거머쥐었고 LCK 스프링 2019 승강전에서는 ESC 셰인과 리브 샌드박스를 차례대로 연파하며 창단 첫 LCK 승격을 확정지었다. 그리고 LCK 승격 이후 LCK 스프링 2019 준플레이오프, LCK 서머 2019 플레이오프, 리그 오브 레전드 월드 챔피언십 2019 8강, 2019 LoL KeSPA컵 8강, LCK 스프링 2020 준플레이오프에 오르며 꾸준히 성적을 끌어올렸고 LCK 서머 2020에서는 16승 2패의 압도적인 성적으로 사상 첫 LCK 결승 티켓을 따냈고 결승에서도 LCK 스프링 2018 이후 2년만에 우승을 노리던 DRX를 상대로 3세트 내내 완벽한 경기력으로 3-0의 압승을 거두며 창단 첫 LCK 우승 트로피를 들어올렸으며 이를 통해 챌린저스 출신으로 LCK 우승을 차지한 최초의 팀이 되었다. 그리고 LCK 서머 2020 우승으로 리그 오브 레전드 월드 챔피언십 2020 LCK 1번 시드를 배정받았으며 롤드컵 2020 17경기에서 14승 3패의 압도적인 성적으로 2017년 삼성 갤럭시 이후 3년만에 LCK에 롤드컵 우승을 안겼다. 그 뒤 2020년 12월 22일 기아가 네이밍 스폰서로 확정되며 2021년부터 DWG KIA로 팀명이 변경되었다.
이후 LCK 스프링 2021에서도 정규시즌 1위로 4강에 직행하여 4강전에서 LCK 서머 2016 우승 이후 약 5년만에 포스트시즌 무대로 복귀한 한화생명 e스포츠를 3-0으로 꺾고 2회 연속 LCK 결승에 올랐고 결승전에서도 LCK 통산 3번째 우승을 노리던 Gen.G e스포츠에 3-0 압승을 거두면서 LCK 2회 연속 우승컵을 들어올렸고 이와 더불어 LCK 서머 2020 우승 이후 4회 연속 주요 대회 우승이라는 기록을 만들어냈다.
리그 오브 레전드 월드 챔피언십 2021 역시 LCK 1번 시드를 배정받았으며, 2년 연속 결승전에 진출했다.
2023년 1월 9일, 팀명을 Dplus KIA로 변경했다.

## 주요 성적

### 리그 오브 레전드

#### 1군
주요 대회 우승 7회·준우승 2회
- 리그 오브 레전드 챌린저스 코리아 서머 2017 5위
- 2017 LoL KeSPA컵 16강
- 리그 오브 레전드 챌린저스 코리아 스프링 2018 3위
- 리그 오브 레전드 챌린저스 코리아 서머 2018 우승
- 2018 LoL KeSPA컵 4강
- 스무살우리 리그 오브 레전드 챔피언스 코리아 스프링 2019 4위
- 우리은행 리그 오브 레전드 챔피언스 코리아 서머 2019 3위
- 리프트 라이벌즈 2019 우승 (LCK)
- 리그 오브 레전드 월드 챔피언십 2019 8강
- 2019 LoL KeSPA컵 울산 8강 2라운드
- 우리은행 리그 오브 레전드 챔피언스 코리아 스프링 2020 4위
- 2020 미드 시즌 컵 조별리그 A조 3위
- 우리은행 리그 오브 레전드 챔피언스 코리아 서머 2020 우승
- 리그 오브 레전드 월드 챔피언십 2020 우승
- 2020 LoL KeSPA컵 울산 우승
- 2021 리그 오브 레전드 챔피언스 코리아 스프링 우승
- 미드 시즌 인비테이셔널 2021 준우승
- 2021 리그 오브 레전드 챔피언스 코리아 서머 우승
- 리그 오브 레전드 월드 챔피언십 2021 준우승
- 2022 리그 오브 레전드 챔피언스 코리아 스프링 3위
- 2022 리그 오브 레전드 챔피언스 코리아 서머 4위
- 리그 오브 레전드 월드 챔피언십 2022 8강

#### 2군
- 2021 LCK 챌린저스 리그 스프링 9위
- 2021 LCK 챌린저스 리그 서머 9위
- 2021 LoL KeSPA컵 울산 우승
- 2022 LCK 챌린저스 리그 스프링 우승

### 배틀그라운드
- 아프리카TV PUBG 리그 파일럿 시즌 2017 스플릿 1 15위
- 핫식스 PUBG 코리아 리그 2019 페이즈 3 19위
- PUBG 글로벌 챔피언십 2019 한국대표선발전 13위
- 인텔 배틀그라운드 스매시컵 2020 10위
- 배틀그라운드 위클리 시리즈 2020 페이즈 1 1주차 12위
- 배틀그라운드 위클리 시리즈 2020 페이즈 1 2주차 9위
- 배틀그라운드 위클리 시리즈 2020 페이즈 1 3주차 10위
- 배틀그라운드 위클리 시리즈 2020 페이즈 1 4주차 6위
- 배틀그라운드 위클리 시리즈 2020 페이즈 1 5주차 14위
- 배틀그라운드 스매시컵 2020 시즌 2 7위
- PUBG 컨티넨털 시리즈 1 한국대표선발전 10위
- PUBG 컨티넨털 시리즈 2 한국대표선발전 15위
- PUBG 컨티넨털 시리즈 3 한국대표선발전 9위
- 배틀그라운드 위클리 시리즈 2020 페이즈 2 1주차 12위
- 배틀그라운드 위클리 시리즈 2020 페이즈 2 2주차 15위
- 2020 한일교류전 준우승
- 배틀그라운드 스매시컵 2020 시즌 3 9위
- 아프리카TV PUBG 리그 윈터 시즌 2020 6위
- TMC 글로벌 인비테이셔널 23위
- PUBG 위클리 시리즈 2021 동아시아 프리 시즌 파이널 1주차 3위
- PUBG 위클리 시리즈 2021 동아시아 프리 시즌 그랜드파이널 5위
- PUBG 글로벌 인터내셔널 S 2021 31위
- 아시아 퍼시픽 프레데터 리그 2021 우승
- 배틀그라운드 위클리 시리즈 2021 페이즈 1 4위
- 배틀그라운드 스매쉬 컵 2021 시즌 4 9위
- PCS4 ASIA 9위
- 2021 EPC S4 우승
- PCS5 ASIA 15위
- 후야 스탠스컵 시즌 2 7위
- 배틀그라운드 스매쉬 컵 시즌 6 3위
- 2022 펍지 위클리 시리즈: 동아시아 페이즈 1 9위

### 레인보우 식스 시즈
주요 대회 우승 1회,준우승 3회
- 레인보우 식스 시즈 코리안 오픈 서머 2020 준우승
- 레인보우 식스 시즈 코리안 오픈 어텀 2020 3위
- 레인보우 식스 시즈 코리안 오픈 윈터 2020 준우승
- 레인보우 식스 시즈 코리안 오픈 스프링 2021 준우승
- 레인보우 식스 시즈 코리안 오픈 서머 2021 우승
- Six Mexico 2021 Major 8강

### 발로란트
주요 대회 우승 1회, 준우승 1회
- 2021 발로란트 챌린저스 코리아 스테이지 1 챌린저스 1 A조 1위
- 2021 발로란트 챌린저스 코리아 스테이지 1 챌린저스 2 B조 4위
- 2021 발로란트 챌린저스 코리아 스테이지 1 챌린저스 3 B조 1위
- 2021 발로란트 챔피언스 투어 마스터스 스테이지 1 대한민국 3/4위
- 2021 발로란트 챌린저스 코리아 스테이지 2 준우승
- 2021 발로란트 챌린저스 코리아 스테이지 3 3/4위
- 발로란트 챔피언스 2021 최종 선발전 APAC 3위
- 2022 발로란트 챌린저스 코리아 스테이지 1 4위
- 2022 발로란트 챌린저스 코리아 스테이지 2 3위
- 발로란트 챔피언스 2022 최종 선발전 동아시아 7위
- 2023 WCG 발로란트 챌린저스 코리아 스테이지 1 우승

## 소속 선수

### 리그 오브 레전드

#### 1군
- 감독 : 배성웅
- 코치 : 이정현 하승찬
- 어드바이저 : 김동하

| 이름   | 소환사명  | 포지션 | 비고 |
| ------ | --------- | ------ | ---- |
| 전시우 | Siwoo     | 탑     |      |
| 최용혁 | Lucid     | 정글   |      |
| 허수   | ShowMaker | 미드   | 주장 |
| 김하람 | Aiming    | 바텀   |      |
| 조건희 | BeryL     | 서포터 |      |

#### 2군
- 감독 : 윤설
- 코치 : 고성민

| 이름   | 소환사명 | 포지션 | 비고 |
| ------ | -------- | ------ | ---- |
| 권재혁 | Jaehyuk  | 탑     |      |
| 김단우 | Sharvel  | 정글   |      |
| 설정원 | Garden   | 미드   |      |
| 황서현 | Wayne    | AD캐리 |      |
| 이준민 | Berr     | 서포터 |      |
| 노형준 | Thumb    | 서포터 |      |

### 배틀그라운드
- 감독 : 마현식
- 코치 : 어주완

| 이름   | 아이디    | 비고 |
| ------ | --------- | ---- |
| 이민우 | Minuda    | 주장 |
| 정영훈 | Americano |      |
| 이재성 | ZeniTh    |      |
| 조정민 | JangGu    |      |
| 이성도 | Daeva     |      |
| 최우석 | Ventus    |      |

### 레인보우 식스 시즈
- 코치 : 장권재 박재현

| 이름   | 아이디   | 비고 |
| ------ | -------- | ---- |
| 허세웅 | CATsang  |      |
| 박진욱 | Woogiman |      |
| 조성준 | coted    |      |
| 유상훈 | yass     |      |
| 장병욱 | RIN      |      |
| 박건우 | Gotti    |      |